# Ткаченко Олександр Петрович
Олександр Петрович Ткаченко (рос. Алекса́ндр Петро́вич Ткаче́нко; 19 квітня 1945, Сімферополь — 6 грудня 2007, Москва) — російський радянський поет та мемуарист, та російський правозахисник. У 60-х роках ХХ століття був відомий як футболіст команд класу «Б», другої групи класу «А» та дублюючих складів команд вищої ліги.

## Кар'єра футболіста
Олександр Ткаченко народився в Сімферополі у сім'ї українця і кримчачки. Розпочав займатися футболом у групі підготовки місцевої «Таврії», й уже в 17 років дебютував у основному складі команди, у 1965—1966 роках грав у дублюючих складах команд вищої ліги, у другій половині 1966 року повернувся до «Таврії», сезон 1968 року провів у команді класу «Б» «Торпедо» (Владимир), проте у зв'язку із травмою хребта вимушений був достроково завершити виступи на футбольних полях. Після закінчення виступів на футбольних полях кілька років працював тренером заводських футбольних команд.

## Літературна та правозахисна діяльність
Олександр Ткаченко розпочав писати вірші ще в останні роки виступів на футбольних полях, під час перебування в різних лікувальних закладах, де він лікувався після наслідків чисельних футбольних травм. Спочатку він закінчив фізико-математичний факультет Кримського педінституту, а пізніше навчався на Вищих літературних курсах у Москві. Перша книга віршів Ткаченка вийшла друком у 1972 році. Щоправда, творчість поета-початківця часто критикували за ідеологічні відхилення, проте допомога з боку Андрія Вознесенського та Євгена Євтушенка дозволила Ткаченку стати членом Спілки письменників СРСР та продовжити літературну діяльність. За час літературної діяльності Ткаченко випустив 14 збірок віршів, а також кілька прозових творів. найвідомішим прозовим твором Олександра Ткаченка є книга його мемуарів, як колишнього футболіста, «Футболь» (комбінація слів «футбол» і «біль»). Футболу присвячена також повість автора «Лівий напівсолодкий». Іншими найвідомішими прозовими творами автора є «Джет літ» і «Жінки, яких ми не кохаємо». В останні роки життя Олександр Ткаченко написав великий твір з історії кримчацького народу, до якого сам належав по матері, «Сон кримчака або Відірвана земля», щоправда він вийшов лише невеликим тиражем.
Після розпаду СРСР Олександр Ткаченко розпочав займатися громадською та правозахисною діяльністю. З 1994 року він був керівником російського ПЕН-центру, який очолював до 2007 року. Як громадський захисник, брав участь у судових процесах над молодою письменницею Аліною Вітухновською, а з 1997 до 1999 років у судовому процесі над військовим моряком і журналістом Григорієм Паськом, якого звинувачували у шпигунстві на користь Японії.
6 грудня 2007 року Олександр Ткаченко помер у Москві. Похований футболіст і письменник на Передєлкінському цвинтарі.